# Ж'яр
Ж'яр (словац. Žiar) — гірський масив у Словаччині, частина Західних Карпат.

Масив розташований між масивами Велика Фатра на північному сході й Втачник на південному заході та між річкою Грон на півдні й верхів'ями річки Нітра на заході. Найвища точка — 1299 м.
Протікають
- Бесна вода[1]
- Брезанський потік[2]
- Брештянка[3]
- Веджер[4]
- Гайський потік[5]
- Лучки[6]
- Лучна[7]
- Пешть[8]
- Полерєка[9]
- Сокол[10]
- Чаусянський потік[11]
- Ясеніца[12]